# Estela trilingüe del Letòon

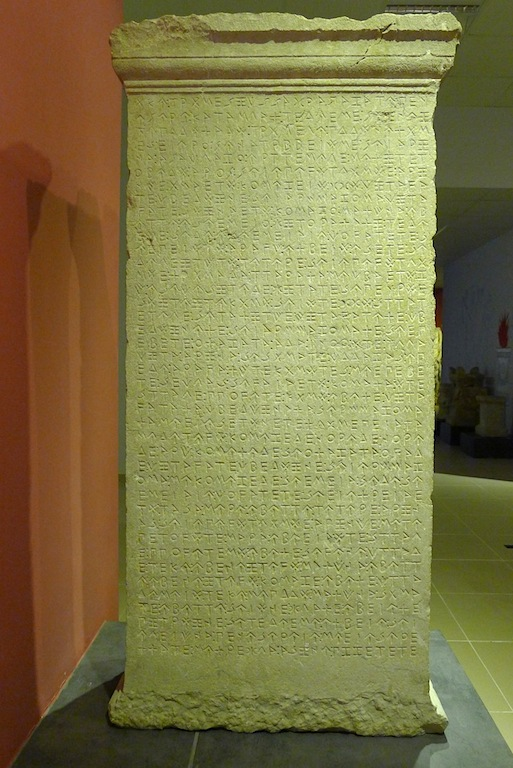
Estela trilingüe de Letòon, cara en lici

L'estela trilingüe de Letòon és una inscripció en tres idiomes: lici estàndard o lici A, grec i arameu, que cobreix les cares d'una estela de pedra de quatre costats descoberta el 1973 durant l'excavació del santuari anomenat Letòon (en honor de Leto) a Xanthos, antiga Lícia, a l'actual Turquia. La inscripció conté un decret que n'autoritza el culte i fa referència a les divinitats i als sacerdots del nou culte. El text lici ocupa 41 línies, el grec 35 i l'arameu 27. No són traduccions literals, i cadascuna conté informació que no és present en les altres versions. La versió en arameu està molt condensada.

## Jaciment

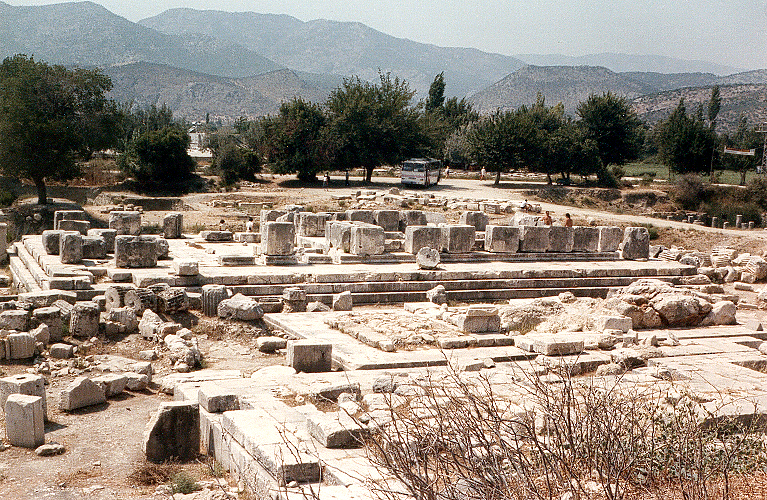
Santuari de Letòon. Els fonaments dels tres temples hi són clarament visibles

El Letòon era un santuari situat a 4 km al sud de Xanthos, la capital de l'antiga Lícia. El complex data almenys del segle VII ae i degué ser el centre de la lliga lícia. Contenia tres temples: el de Leto, el d'Àrtemis i el d'Apol·lo. L'estela es va trobar al costat del temple d'Apol·lo i es guarda al Museu de Fethiye. Tot el jaciment està actualment sota alguns centímetres d'aigua. Les restes dels tres temples de Letòon, al costat del jaciment de Xanthos, estan inscrits en la llista del Patrimoni de la Humanitat des de 1998.

## Data de la inscripció
Les primeres cinc línies de la versió aramea afirmen que la inscripció es va fer durant el primer any del regnat del rei persa Artaxerxes, però no aclareix quin dels reis va portar aquest nom:
En el mes siwan, any un del rei Artaxerxes. A la frontera de Arñna, Pixodaro fill de Katomno, el sàtrapa que està en Karka i Termmila.
 Si el rei en qüestió era Artaxerxes III de Pèrsia, la data de la inscripció és el 358 ae. No obstant això Pixòdar va ser sàtrapa de Cària i Lícia com molt aviat durant el 341-340 ae. És per això que el rei persa més probable és Arses, fill d'Artaxerxes III, que va adoptar el nom de son pare en accedir al tron. Si fos així, la data de la inscripció n'és el 337-336 ae.

## Fragment del text lici
Fragment i traducció:
| 1.  | Ẽke: trm̃misñ: xssaθrapazate: pigesere: katamlah: tideimi:                                               |
|     | Quan Pixodaro, el fill d'Hecatompos, es va convertir en sàtrapa de Lícia,                               |
| 2.  | sẽñneñtepddẽhadẽ: trm̃mile: pddẽnehm̃els meus: ijeru: senatrbbejẽel meu: es(j)arñna: asaxlazu: erttimeli: |
|     | va nomenar reis de Lícia Hieró i Apolodot, i com a governador de Xanthos Artemelis.                     |
| 3.  | mehñtitubedẽ: arus: es(j)epewẽtlm̃mẽi: arñnãi:                                                           |
|     | La ciutadania (arus) i el veïnat resident de Xanthos van decidir                                        |
| 4.  | m̃maitẽ: kumezijẽ: θθẽ: xñtawati: xbidẽñni: es(j)arKKazuma: xñtawati:                                    |
|     | crear un altar al rei Cauni i al rei Arkesimas                                                          |
| 5.  | sẽñnaitẽ: kumazu: mahãna: ebette: eseimiju: qñturahahñ: tideimi:                                        |
|     | i hi van triar com a sacerdot Simis, el fill de Kondorasis                                              |
| 6.  | seu: eseimijaje: xuwatiti:                                                                              |
|     | i qui sigai més proper a Simis                                                                          |
| 7.  | seipijẽtẽ: arawã:                                                                                       |
|     | i li van garantir exempció                                                                              |
| 8.  | ehbijẽ: esiti:                                                                                          |
|     | d'impostos.                                                                                             |
| 9.  | sedeliNtAtE: tetepi: sejepewEtlMmEi: hrMmada: ttaraha:                                                  |
|     | I la ciutat i els perioecis van afegir porcions de terra provinents de la ciutat.                       |
| 10. | mexbaitE: zA: esexesNtedi: qNtati: sepigrEi:                                                            |
|     | Tant Xesntedi el … com Pigrei van regar el lloc                                                         |
| 11. | sENteNtekMmE:                                                                                           |
|     | i tot el que n'és a dins,                                                                               |
| 12. | sejEti: QQE: sttatiteli:                                                                                |
|     | I el lloc on s'ha dipositat l'altar                                                                     |
| 13. | setahNtAixNtawatehi: xbidENnehi: sejarKKazuahi.                                                         |
|     | és també propietat del rei de Kaunos i Arggazuma.                                                       |